# Hasan Tiro
Hasan Muhammad di Tiro (Pidie, 25 de setembro de 1925 – Banda Achém, 3 de junho de 2010) foi o fundador da organização separatista Movimento Achém Livre (GAM), uma organização que busca a independência de Achém da Indonésia desde a década de 1970.
Hasan di Tiro foi o sucessor dinástico dos Sultões de Achém, e se a monarquia muçulmana em Achém tivesse sido restaurada, ele ou seu filho mais velho se tornariam o Sultão de Achém. Vivia em Estocolmo, na Suécia, desde 1980. Ele também possuía cidadania sueca.
Após o tsunami no final de 2004, o GAM e o governo indonésio concluíram um acordo de paz que proporcionou maior autonomia a Achém e foi aceite por di Tiro.